# تسجيل الأنشطة التخريبية
إن تسجيل الأنشطة التخريبية يكون مطلوبًا أحيانًا من قبل الحكومات.

## التسجيل في الولايات المتحدة
يتطلب تسجيل أي مجموعة خاصة مشتركة في «نشاط مدني عسكري» أو في "نشاط سياسي"، ويعرف الأخير بأنه «أي نشاط يكون الهدف منه أو أحد أهدافه هو السيطرة بالقوة أو الإطاحة بحكومة الولايات المتحدة أو قسم سياسي فيها أو أي ولاية أو قسم سياسي فيها.»
يتطلب القانون أن تقدم تلك المجموعات معلومات تفصيلية عن قادتها وأماكن اجتماعاتها وأصولها ومنشوراتها، إلخ. وتكون كل هذه البيانات سجلات عامة متاحة للفحص والتفتيش العام.

### كارولاينا الجنوبية
وضعت ولاية كارولاينا الجنوبية قانون تسجيل الأنشطة التخريبية والذي يفرض دفع رسم خمسة دولارات  للتسجيل «كعميل تخريبي». لم يقم أحد بالتسجيل حتى فبراير 2010، عندما كان القانون يتم الإعلان عنه على الإنترنت أو بواسطة المذياع. وقام أربعة عشر شخصًا بالتسجيل قبل إلغاء القانون في يونيو 2010.